# Sōsuke Genda
Sōsuke Genda (Ōita, 16 de fevereiro de 1993) é um jogador de beisebol japonês, que joga na posição de defensor interno (infielder).

## Carreira
Genda compôs o elenco da Seleção Japonesa de Beisebol nos Jogos Olímpicos de Verão de 2020 em Tóquio, onde conquistou a medalha de ouro após derrotar a equipe dos Estados Unidos na final da competição por 2–0.